# George Romney
George Romney (Dalton in Furness, 1734 – Kendal, 1802) è stato un pittore inglese.
Apprezzato ritrattista, si trasferì a Londra nel 1762, dopo un periodo di apprendistato presso Christopher Steele. Nel periodo 1764-1773 visitò Parigi e varie città italiane. Nel 1773, insieme a Ozias Humphrey in Italia ove strinse amicizia con Heinrich Füssli. Non entrò nella Royal Academy e non partecipò a mostre. 
La tela Lady Hamilton come Cassandra, custodita alla National Portrait Gallery di Londra, è considerata il suo capolavoro. Altri dipinti, conservati nella stessa Galleria: Ritratto di signora in abito marrone e La famiglia Beaumont.

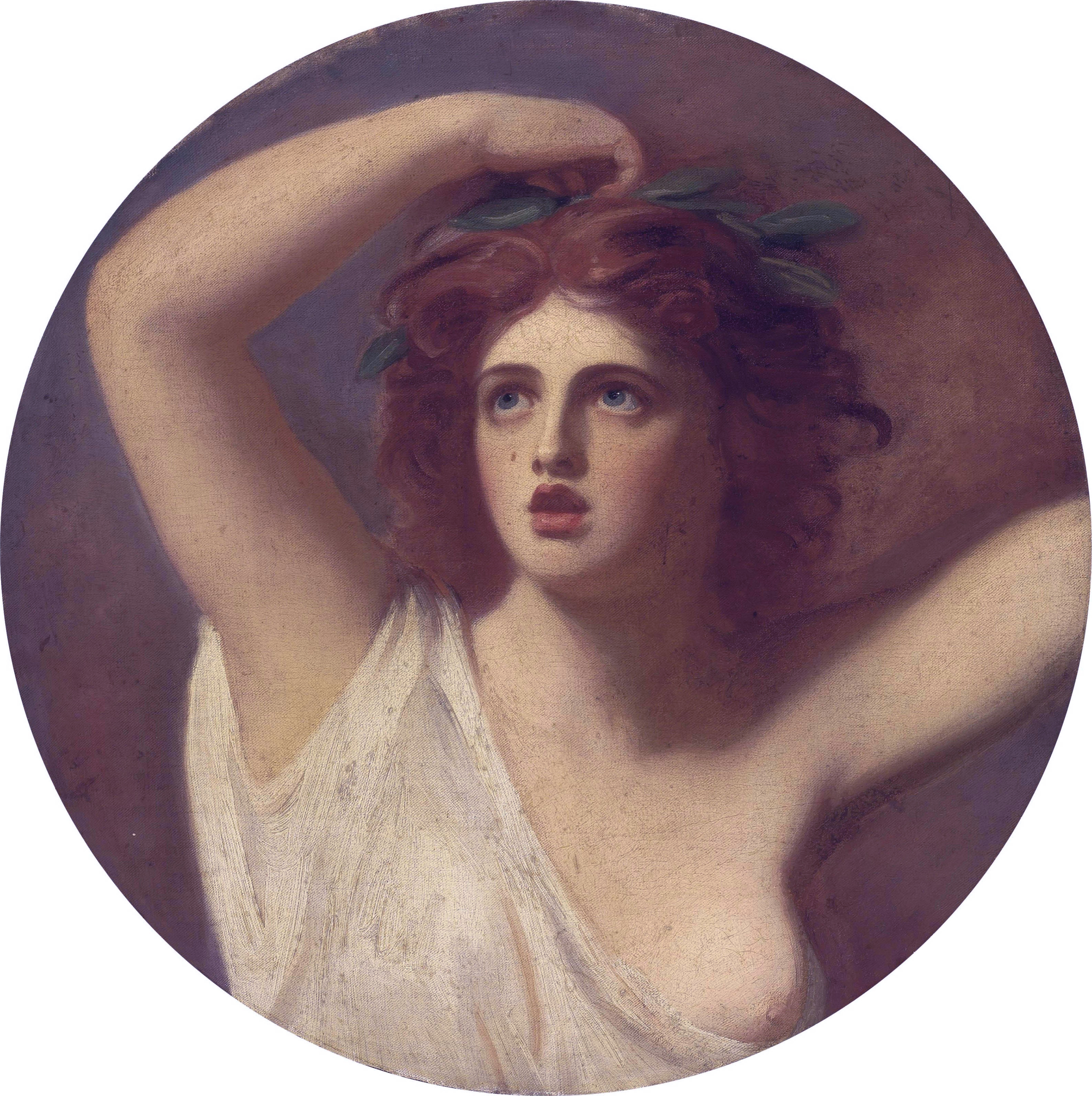
Lady Hamilton come Cassandra